# Senufo-Sprachen

Karte der Senufo-Sprachen mit den wichtigsten Gruppen und einigen benachbarten Sprachen

Die Senufo-Sprachen bilden eine kleine Untereinheit des Nord-Volta-Kongo-Zweigs der Niger-Kongo-Sprachen.
Die 15 nah verwandten Sprachen werden von etwa 2,7 Millionen Senufo im Norden der Elfenbeinküste, im Südosten Malis und im Südwesten von Burkina Faso gesprochen. Die Nachbarn der Senufo-Sprachen sind die Mande-Sprachen im Westen, die Kwa-Sprachen im Süden und Gur-Sprachen im Norden und Osten.

## Hauptsprachen
Die sprecherreichste Senufo-Sprache ist das Cebaara mit einer Million Sprechern, andere bedeutende Sprachen sind Supyire, Mamara, Schempire, Tagwana, Dschimini und Schenara. Nafaanra (50.000 Sprecher) ist eine räumlich isolierte Senufo-Sprache im Nordwesten Ghanas.

## Position der Senufo-Sprachen innerhalb des Niger-Kongo
Die Senufo-Sprachen werden seit Greenberg (1963) als Untereinheit des Niger-Kongo betrachtet. Über ihre Position innerhalb dieser großen afrikanischen Sprachfamilie ist noch keine völlige Einigkeit erzielt worden.
Maurice Delafosse verfasste 1904 als erster Linguist eine Abhandlung über die Senufo-Sprachen. Er bemerkte, dass die Senufo-Sprachen oft mit den Mande-Sprachen verwechselt werden, auch weil letztere oft von den Senufo als Zweitsprache verwendet werden.
In den einflussreichen Klassifikationen von Westermann (1927), Greenberg (1963) und Bendor-Samuel (1971) erscheinen die Senufo-Sprache als Untergruppe der Gur-Sprachen. Manessy (1975) zweifelte jedoch an dieser Einordnung. 1989 bemerkte John Naden in seinem Überblick der Gur-Familie, dass die Senufo-Sprachen mit dem Zentral-Gur nicht enger verwandt sind als mit anderen Volta-Kongo-Gruppen, z. B. den Kwa-Sprachen. Deshalb platzieren Williamson und Blench (in Heine-Nurse 2000) die Senufo-Sprachen als einen Zweig parallel zu den Gur-Sprachen im Volta-Kongo-Knoten des Niger-Kongo.
Position des Senufo im Niger-Kongo nach William-Blench 2000
- Niger-Kongo
  - Volta-Kongo
    - Nord-Volta-Kongo
      - Kru
      - Gur
      - Senufo
      - Adamawa-Ubangi

## Interne Klassifikation
Frühe Klassifikationen der Senufo-Sprachen (z. B. Bendor-Samuel 1971) waren hauptsächlich geographisch motiviert und teilten sie in nördliches, zentrales und südliches Senufo. In den folgenden Jahren folgten mehrere Linguisten dieser Terminologie (Garber 1987; Carlson 1983, 1994). Mensah (1983) und Mills (1984) vermieden die geographischen Bezeichnungen, benutzten aber die gleiche Einteilung. Ethnologue unterteilt die Senufo-Sprachen in sechs Gruppen, von denen Supyire-Mamara, Tagwana-Djimini und Senari die bedeutendsten sind, die restlichen weisen nur kleinere Sprachen auf. Wenn man die beiden Klassifikationen kombiniert, erhält man folgendes Ergebnis (es sind sämtliche Sprachen angegeben):
Klassifikation der Senufo-Sprachen nach William-Blench 2000
- Senufo
  - Nord-Senufo oder Supyire-Mamara
    - Supyire (350 Tsd. Sprecher)
    - Mamara (Mianka) (700 Tsd.)
    - Schempire (100 Tsd.)
    - Nanerige (50 Tsd.)
    - Tagba (Sucite, Sicite) (35 Tsd.)

  - Zentral-Senufo
    - Karaboro
      - Kar (Ost-Karaboro) (40 Tsd.)
      - Syer-Tenyer (West-Karaboro) (30 Tsd.)

    - Senari
      - Cebaara (1 Mio.)
      - Schenara (140 Tsd.)
      - Senara (Senari, Syenere) (50 Tsd.)
      - Niarafolo (40 Tsd.)

    - Kpalaga
      - Kpalaga (Palaka) (8 Tsd.)

  - Süd-Senufo
    - Tagwana-Djimini
      - Tagwana (140 Tsd.)
      - Dschimini (100 Tsd.)

    - Nafaanra
      - Nafaanra (45 Tsd.)

## Sprachliche Charakteristik
Die Senufo-Sprachen haben wie viele Niger-Kongo-Sprachen ein System von Nominalklassen, die durch Suffixe markiert werden. Der Aspekt ist eine wichtige Kategorie des Verbums, es wird ein "imperfektiver" und "neutraler" Aspekt unterschieden. Die Senufo-Sprachen sind Tonsprachen mit drei Tonniveaus (hoch, mittel, tief).
Das Senufo wurde stark von den Mande-Sprachen beeinflusst, viele Wörter wurden aus den Mande-Sprachen Bambara und Jula entlehnt. Carlson (1994:2) bemerkt, dass „diverse grammatische Konstruktionen wahrscheinlich Lehnübersetzungen aus dem Bambara sind“. Die Wortfolge der Senufo-Sprachen ist S-O-V, im Gegensatz zu den Gur- und vielen anderen Niger-Kongo-Sprachen, die S-V-O aufweisen (Claudi 1993).

### Linguistische Merkmale
- Carlson, Robert (1994) A Grammar of Supyire. Berlin/New York: Mouton de Gruyter. ISBN 3-11-014057-8.
- Carlson, Robert (1997) The Senufo Languages. CP/CV 2: Actes du CILG1, 23–42.
- Claudi, Ulrike (1993) Die Stellung von Verb und Objekt in Niger-Kongo-Sprachen. Universität Köln, Afrikanistische Monographien 1.
- Garber, Anne (1980) 'Word order change and the Senufo languages.' In Studies in the Linguistic Sciences, 10, 1, 45–57.
- Garber, Anne (1987) A Tonal Analysis of Senufo: Sucite dialect (Gur; Burkina Faso). PhD dissertation, Urbana: University of Illinois / Ann Arbor: UMI.
- Garber, Anne (1991) 'The phonological structure of the Senufo word (Sicite)', Journal of West African Languages, 21, 2, 3–20.
- Manessy, Gabriel (1996a) 'La determination nominal en sénoufo', Linguistique Africaine, 16, 53–68.
- Manessy, Gabriel (1996b) 'Observations sur la classification nominale en sénoufo', Afrika und Übersee, 79, 21–35.
- Mills, Elizabeth (1984) Senoufo phonology, discourse to syllabe (a prosodic approach) SIL publications in linguistics (ISSN 1040-0850), 72.

### Klassifikation
- Bendor-Samuel, John (1971) 'Niger-Congo: Gur' in: Thomas Sebeok & Jack Berry (eds.), Linguistics in sub-saharan Africa (Current trends in linguistics 7), The Hauge/Paris: Mouton, 141–178.
- Delafosse, Maurice (1904) Vocabulaires comparatifs de plus de 60 langues ou dialects parlés à la Côte d' Ivoire ou dans les régions limitrophes (avec des notes linguistiques et ethnologiques, une bibliographie et une carte). Paris: Leroux.
- Greenberg, Joseph (1963) The Languages of Africa. Mouton, The Hague and Indiana University Center, Bloomington.
- Manessy, Gabriel (1975) Les langues Oti-Volta. Paris: SELAF.
- Mensah, E.N.A. and Z. Tchagbale (1983) Atlas des langues Gur de Côte d’Ivoire. Abidjan: Institut de Linguistique Applique.
- Westermann, Diedrich & Bryan, M.A. (1970 [1952]). The Languages of West Africa. Oxford: International African Institute / Oxford University Press.
- Williamson, Kay & Blench, Roger (2000) 'Niger-Congo', in Heine, Bernd & Nurse, Derek (eds.) African languages: an introduction, Cambridge: Cambridge University Press, 11—42.